# Pashtana Durrani
Pashtana Durrani (Quetta, 1997) é uma ativista afegã dos direitos humanos focada no acesso de meninas e mulheres à educação.

## Vida pregressa
A família de Pashtana fugiu do Afeganistão no final da década de 1990 devido à guerra civil do país e à presença do Talibã. Pashtana nasceu em um campo de refugiados perto de Quetta, no Paquistão. A família dela valorizava a educação; seu lema era “Você pode passar fome, mas não pode ficar um dia sem aprendizado”. No seu campo de refugiados no Paquistão, os seus pais geriram uma escola para meninas exiladas, a partir de 2001, e as suas tias convenceram famílias relutantes a educar as suas filhas.

## Ativismo
Em 2018, Pashtana Durrani fundou a LEARN Afeganistão, uma ONG que se concentra em fornecer educação para crianças e mulheres afegãs. Em 2021, a organização administrava 18 escolas digitais no sul do Afeganistão e, com a retomada do país pelo Talibã, em agosto de 2021, Durrani passou a se esconder. LAERN Afeganistão retomou suas operações secretamente um mês depois.
Em 2021, Pashtana Durrani foi nomeada uma das 100 mulheres mais inspiradoras do mundo pela BBC. Em 2022, ela foi vencedora do Young Activist Summit. Em 2023, recebeu o Prêmio Cidadão Global por seu trabalho, e foi nomeada Campeã da Educação Global pelo Fundo Malala.
Em 2022, Pashtana publicou um livro de memórias intitulado Last to Eat, Last to Learn (em tradução livre, "Último a comer, último a aprender").

## Vida pessoal
O pai de Pashtana Durrani morreu quando ela tinha 21 anos, forçando-a a se tornar a provedora de sua família. Em 2013, ela voltou com sua família para Kandahar, no Afeganistão.
Pashtana deixou novamente o Afeganistão em outubro de 2021, após a retomada do poder pelo Talibã. Na época, ela estudava ciências políticas na Universidade Americana do Afeganistão. Ela trabalha como pesquisadora visitante no Wellesley College desde novembro de 2021 e estuda como melhorar a distribuição da ajuda humanitária e mitigar a corrupção financeira.